# Кайракти (рудник)
Кайракти (рудник) — колишнє підприємство рудної промисловості в Карагандинській області Казахстану.
Кайрактинське барит-поліметалічне родовище відкрили ще у другій половині 19 століття, втім, його розробка почалась лише в 1944 році. Роботи велись відкритим способом.
Станом на 1980 запаси були майже вичерпані й видобуток припинився, при цьому на момент зупинки робіт глибина кар'єру сягнула 210 метрів.
У 1980-х роках збагачувальне виробництво колишнього Кайрактинського рудника задіяли для дослідно-експериментальної розробки Верхньокайрактинского родовища вольфраму.
Рудник належав до складу Акчатауського гірничо-збагачувального комбінату.